# Chunroides knighti
Chunroides knighti är en insektsart som beskrevs av Maldonado-capriles 1975. Chunroides knighti ingår i släktet Chunroides och familjen dvärgstritar. Inga underarter finns listade i Catalogue of Life.